# NEO (game thủ)
Filip Borys Kubski (sinh ngày 15 tháng 6 năm 1987), thường được gọi là NEO, là một game thủ người Ba Lan chơi tựa game Counter-Strike. Anh hiện đang chơi cho đội Honoris. NEO được coi là một trong những game thủ xuất sắc nhất trong lịch sử Counter-Strike, là một trong những game thủ Counter-Strike trong đội hình được mệnh danh là "Golden Five". Anh còn từng là trưởng đội hình esport FaZe Clan. NEO đã chơi cho các đội thể thao điện tử chuyên nghiệp khác như Virtus.pro, AGAiN, Universal Soldiers, ESC Gaming, Frag eXecutor, Vitriolic, Wicked eSports, Meet Your Makers và Pentagram G-Shock. Kubski tham gia thi đấu chuyên nghiệp từ năm 2004.
NEO được coi là một người chơi có năng khiếu về tìm hiểu cơ chế vận hành trò chơi. Kubski cũng được đánh giá là rất giỏi trong việc di chuyển nhân vật trong các tựa game Counter-Strike 1.6, khiến địch rất khó để phản công. Năm 2010, người dùng diễn đàn HLTV (Half-Life Television) bình chọn Kubski là game thủ Counter-Strike vĩ đại nhất thập kỷ. Anh cũng đã giành được Giải thưởng Thể thao điện tử như Game thủ Esport của năm vào năm 2007 và 2008, và được HLTV.org đánh giá là người chơi xuất sắc nhất năm 2011.

## Counter-Strike 1.6
NEO bắt đầu chơi Counter-Strike lần đầu tiên vào năm 12 tuổi. NEO gia nhập Pentagram G-Shock, cùng với đội hình được mệnh danh là "Golden Five" gồm Wiktor "TaZ" Wojtas, Łukasz "LUq" Wnęk, Mariusz "Loord" Cybulski và Jakub "kuben" Gurczyński. Với đội hình này, họ vô địch 4 giải đấu lớn là World Cyber Games 2006, ESWC 2007, ESWC 2008 và WCG 2009. Mặc dù không có giải đấu nào được Valve tổ chức bằng phiên bản Counter-Strike 1.6, nên có thể coi ESWC, CPL, WCG và IEM là giải đấu giành cho Counter-Strike 1.6. Đội hình Golden Five trước đây được coi là một trong những đội hình xuất sắc nhất mọi thời đại khi chơi Counter-Strike 1.6, và NEO cho đến nay là cầu thủ xuất sắc nhất của nhóm. NEO được nhiều người gọi là người chơi CS 1.6 vĩ đại nhất từ trước đến nay. Anh đứng vị trí số 1 trong bảng xếp hạng top 20 trên diễn đàn HLTV vào năm 2011.

## Counter-Strike: Global Offensive

### 2012–2018
NEO tiếp tục chơi trong đội ESC Gaming, trong phiên bản Counter-Strike: Global Offensive. Ban đầu, anh không mấy thành công khi chỉ giành được 2 giải StarLadder. Mãi cho đến EMS One Katowice 2014, NEO mới thắng một giải đấu lớn khi thi đấu cho Virtus.pro. Vào cuối năm 2015, NEO đứng vị trí thứ 17 trong top 20 của diễn đàn HLTV năm 2015. Mặc dù vậy, cho đến nay NEO không còn là cầu thủ xuất sắc nhất trong đội hình nữa. Kỹ năng cá nhân của anh đã giảm đáng kể so với thời Counter-Strike 1.6. Đầu năm 2017, Virtus.pro về nhì sau Astralis tại ELEAGUE Major 2017. Sau đó, họ giành chiến thắng tại DreamHack Masters Las Vegas 2017.

### 2018 – nay
Tại ELEAGUE Major 2018, Virtus.pro đứng ở vị trí cuối cùng, để thua 3 trận và không giành được chiến thắng nào. Sau đó, Virtus.pro thay thế thành viên Wiktor "TaZ" Wojtas bằng thành viên mới Michał "MICHU" Müller. Mặc dù vậy, phong độ của đội Virtus.pro vẫn tiếp tục tụt dốc và NEO bị thay thế bởi thành viên khác. Phong độ cá nhân của anh tiếp tục giảm sút kể từ năm 2017. Cùng năm đó, anh ký hợp đồng với FaZe Clan, thay thế Dauren "AdreN" Kystaubayev. Trong đội hình FaZe, NEO về nhì tại BLAST Pro Series: Los Angeles, nhưng tại giải Major, anh bị loại từ vòng bảng. Hợp đồng giữa anh và FaZe Clan đã chấm dứt.

## Thành tích
| Vị trí                            | Giải                                           | Địa điểm tổ chức                            | Ngày (Năm-tháng-ngày)   |
| Counter-Strike                    | Counter-Strike                                 | Counter-Strike                              | Counter-Strike          |
| Với Pentagram G-Shock             | Với Pentagram G-Shock                          | Với Pentagram G-Shock                       | Với Pentagram G-Shock   |
| --------------------------------- | ---------------------------------------------- | ------------------------------------------- | ----------------------- |
| 1                                 | World Cyber Games 2006                         | Monza, Italy                                | 2006-10-18 – 2006-10-22 |
| 3                                 | CPL Winter 2006                                | Dallas, Hoa Kỳ                              | 2006-12-16 – 2006-12-20 |
| 1                                 | IEM I                                          | Hannover, Đức                               | 2007-03-15 – 2007-03-21 |
| 1                                 | ESWC 2007                                      | Paris, Pháp                                 | 2007-07-03 – 2007-07-08 |
| Với MeetYourMakers                |                                                |                                             |                         |
| 1                                 | Dreamhack Summer 2008                          | Jönköping, Thụy Điển                        | 2008-06-15 – 2008-06-17 |
| 1                                 | ESWC 2008                                      | San Jose, California, Hoa Kỳ                | 2008-08-24 – 2008-08-27 |
| 2                                 | IEM III                                        | Hannover, Đức                               | 2009-03-06 – 2009-03-08 |
| Với AGAiN (2009)                  |                                                |                                             |                         |
| 1                                 | World Cyber Games 2009                         | Thành Đô, Trung Quốc                        | 2009-11-11 – 2009-11-15 |
| Với Frag eXecutors                |                                                |                                             |                         |
| 4th                               | ESWC 2010                                      | Paris, Pháp                                 | 2010-06-30 – 2010-07-04 |
| 1                                 | World eSports Games: e-Stars 2010              | Seoul, Hàn Quốc                             | 2010-08-13 – 2010-08-15 |
| 2                                 | IEM V                                          | Hannover, Đức                               | 2011-03-01 – 2011-03-05 |
| 1                                 | World eSports Games: e-Stars 2011              | Seoul, Hàn Quốc                             | 2011-08-18 – 2011-08-20 |
| 1                                 | Samsung European Championship 2011             | Warsaw, Ba Lan                              | 2011-10-07 – 2011-10-09 |
| Với AGAiN (2011)                  |                                                |                                             |                         |
| 4th                               | ESWC 2011- CS 1.6                              | Paris, Pháp                                 | 2011-10-20 – 2011-10-25 |
| Với ESC Gaming                    |                                                |                                             |                         |
| 1                                 | World Cyber Games 2011                         | Busan, Hàn Quốc                             | 2011-12-08 – 2011-12-11 |
| 1                                 | IEM VI                                         | Hannover, Đức                               | 2012-03-06 – 2012-03-10 |
| Counter-Strike: Global Offensivve |                                                |                                             |                         |
| Với ESC Gaming                    |                                                |                                             |                         |
| 1                                 | StarLadder StarSeries IV                       | Kiev, Ukraina                               | 2012-12-20 – 2012-12-23 |
| Với AGAiN (2013)                  |                                                |                                             |                         |
| 1                                 | StarLadder StarSeries VIII                     | Kiev, Ukraina                               | 2013-12-20 – 2012-12-23 |
| Với Virtus.pro                    |                                                |                                             |                         |
| 1                                 | EMS One Katowice 2014                          | Katowice, Ba Lan                            | 2014-03-13 – 2014-03-16 |
| 2                                 | Copenhagen Games 2014                          | Copenhagen, Đan Mạch                        | 2014-04-16 – 2014-04-20 |
| 1                                 | FACEIT Spring League 2014                      | N/A                                         | 2014-04-30 – 2014-06-01 |
| 1                                 | Gfinity G3                                     | London, Vương quốc Anh                      | 2014-08-02 – 2014-08-03 |
| 3                                 | Dreamhack Winter 2014                          | Jönköping, Thụy Điển                        | 2014-11-27 – 2014-11-29 |
| 3                                 | ESL One Katowice 2015                          | Katowice, Ba Lan                            | 2015-03-12 – 2015-03-15 |
| 1                                 | Copenhagen Games 2015                          | Copenhagen, Đan Mạch                        | 2015-04-01 – 2015-04-05 |
| 1                                 | ESEA Season 18 Finals                          | Dallas, Hoa Kỳ                              | 2015-04-17 – 2015-04-19 |
| 2                                 | Gfinity Spring Masters 2                       | Luân Đôn, Vương quốc Anh                    | 2015-05-15 – 2015-05-17 |
| 1                                 | CEVO Season 7 Finals                           | Columbus, Hoa Kỳ                            | 2015-04-24 – 2015-07-26 |
| 3                                 | ESL One Cologne 2015                           | Cologne, Đức                                | 2015-08-20 – 2015-08-23 |
| 1                                 | ESL ESEA Pro League Invitational               | Dubai, Các Tiểu vương quốc Ả Rập Thống nhất | 2015-09-10 – 2015-09-12 |
| 2                                 | PGL CS:GO Championship Series Season 1: Finals | Bucharest, Romanie                          | 2015-10-02 – 2015-10-04 |
| 1                                 | CEVO Season 8 Finals                           | Columbus, Hoa Kỳ                            | 2015-08-16 – 2015-11-08 |
| 1                                 | StarLadder i-League Invitational #1            | Kiev, Ukraina                               | 2016-05-19 – 2016-05-22 |
| 3                                 | ESL One Cologne 2016                           | Cologne, Đức                                | 2016-07-05 – 2016-07-10 |
| 1                                 | ELEAGUE Season 1                               | Atlanta, Hoa Kỳ                             | 2016-05-24 – 2016-07-30 |
| 1                                 | DreamHack Open Bucharest 2016                  | Bucharest, Romanie                          | 2016-09-16 – 2016-09-18 |
| 2                                 | ESL One: New York 2016                         | New York, Hoa Kỳ                            | 2016-09-30 – 2016-10-02 |
| 2                                 | EPICENTER 2016                                 | Moskva, Nga                                 | 2016-10-17 – 2016-10-23 |
| 2                                 | ELEAGUE Major 2017                             | Atlanta, Hoa Kỳ                             | 2017-01-22 – 2017-01-29 |
| 1                                 | DreamHack Masters Las Vegas 2017               | Las Vegas, Hoa Kỳ                           | 2017-02-15 – 2017-02-19 |
| 1                                 | Adrenaline Cyber League 2017                   | Moskva, Nga                                 | 2017-06-18              |
| 3                                 | PGL Major Kraków 2017                          | Kraków, Ba Lan                              | 2017-07-16 – 2017-07-23 |
| 2                                 | EPICENTER 2017                                 | Saint Petersburg, Nga                       | 2017-10-24 – 2017-10-29 |
| 2                                 | StarLadder i-League Invitational #2            | Thượng Hải, Trung Quốc                      | 2017-11-02 – 2017-11-05 |
| 2                                 | V4 Future Sports Festival - Budapest 2018      | Budapest, Hungary                           | 2018-03-23 – 2018-03-25 |
| 2                                 | CS:GO Asia Championships 2018                  | Thượng Hải, Trung Quốc                      | 2018-06-14 – 2018-06-18 |
| Với FaZe Clan                     |                                                |                                             |                         |
| 2                                 | BLAST Pro Series: Los Angeles 2019             | Los Angeles, Hoa Kỳ                         | 2019-07-13 – 2019-07-14 |

## Giải thưởng cá nhân
- Cầu thủ eSports của năm: 2007, 2008
- Cầu thủ HLTV của thập kỷ
- HLTV top 20: # 7 năm 2010,[28] # 1 năm 2011,[11] # 15 năm 2015[20]